# A Viva Voce
(Sottotitolo di "A Viva Voce")
(Sottotitolo sul sito "A Viva Voce")
A Viva Voce è un periodico in lingua italiana pubblicato in Corsica con periodicità trimestrale.

## Descrizione
Fondato nell'ottobre del 1992 da Carlo Rosselli-Cecconi, è patrocinato della Società Dante Alighieri di Bastia, dove ha sede. È stato stampato dapprima a Ghisonaccia e poi a Borgo.

Tutta la redazione è formata da còrsi. Il trimestrale ha come obiettivo il riavvicinamento culturale tra Italia e Corsica ed è incentrato sulla storia della Corsica e dei suoi legami con l'Italia. L'attuale direttore è Paul Colombani, già italianista presso l'Università di Nantes.